# Basename
basename是一个标准UNIX计算机程序。当向basename传递一个路径名时，它会删除任何前缀，直到最后一个斜线（'/'）字符，然后返回结果。单一UNIX规范中描述了basename。其主要用于shell脚本中。

## 用法
单一UNIX规范中的basename格式如下。
```
basename string [suffix]
```

string
路径名
suffix
若指定，则basename也将删除此后缀。

## 示例
```
$ basename /home/jsmith/base.wiki 
base.wiki
```

```
$ basename /home/jsmith/base.wiki .wiki
base
```

## 性能
由于basename只接受一个操作数，在shell脚本的内层循环使用它可能会影响性能。考虑
```
while read file; do
  basename "$file" ;
done < 
some-input
```

以上片段会导致每一个输入行都会调用一个单独的进程。出于这个原因，通常用于壳层替代代替
```
echo "${file##*/}";
```